# Franz Perret
Franz Perret (* 18. Mai 1904 in Schwerzenbach, heimatberechtigt in Mels; † 22. Dezember 1979 in St. Gallen) war ein Schweizer Bibliothekar und Leiter des Stiftsarchives St. Gallen. Er edierte eine Reihe von Urkundenbüchern.

## Leben
Perrets Eltern waren Albert Carl Perret, Bürochef der SBB-Güterexpedition und Berta geborene Schibli. Er heiratete 1934 Rita, Tochter des Gastwirts und Weinbauern Oronzo Mazzotta und wurde Vater von vier Kindern. Die Familie Perret war im 18. Jahrhundert aus Savoyen nach Mels eingewandert.
Perret besuchte die Klosterschulen in Näfels und Stans. Anschliessend absolvierte er ein Studium der Rechtswissenschaften in Paris und Genf mit dem Licentiat. Seine Dissertation über römisches Recht in Churrätien hat er nie vollendet. Perret interessierte sich für Diplomatik und veröffentlichte 1936 als Privatgelehrter eine Edition früher Quellen zur Geschichte Unterrätiens. Er arbeitete ab 1940 am Bündner und ab 1942 am Liechtensteiner Urkundenbuch (Schweizer Teil). Eine Arbeit, die er von 1946 bis zu seinem Tod am Urkundenbuch der südlichen Teile des Kantons St. Gallen fortsetzte.
Perret wurde 1958 Staatsarchivar und Kantonsbibliothekar von St. Gallen. Er übernahm 1968 die Leitung des Stiftsarchivs von Pfarrer Paul Staerkle und übergab das Amt 1978 an Werner Vogler.
Perret veröffentlichte Werke über die Abtei Pfäfers und das Sarganserland. Als Erster erhielt er 1965 den Kulturpreis der Sarganserländer Talgemeinschaft. Diese liess nach seinem Tod eine Gedenktafel für ihn an der Abtei anbringen. Italien verlieh ihm 1968 die Auszeichnung Cavaliere Ufficiale des italienischen Verdienstordens.

## Werke (Auswahl)
- Die sprachgeschichtliche Lage des Sarganserlandes. 1938.
- 1100 Jahre Pfarrei Sargans 850–1950. 1950.
- mit Elisabeth Meyer-Marthaler: Bündner Urkundenbuch. Band 1. Bischofberger, Chur 1955.
- Liechtensteinisches Urkundenbuch. Teil 1. Von den Anfängen bis zum Tod Hartmanns von Werdenberg-Sargans-Vaduz 1416.
  - Band 1. Aus dem bischöflichen Archiv zu Chur und aus dem Archiv Pfävers in St. Gallen. Historischer Verein für das Fürstentum Liechtenstein, Vaduz 1948.
  - Band 2. Aus den Archiven zu St. Gallen. Historischer Verein für das Fürstentum Liechtenstein, Vaduz 1973 (Nachdruck). ISBN 978-3-906393-06-3.
- Urkundenbuch der südlichen Teile des Kantons St. Gallen. Band 1. Rorschach 1961.
- Waldlicht. Gedichte aus lichten und trüben Tagen. Fehr’sche Buchhandlung, St. Gallen 1965.